# ارگ تهران

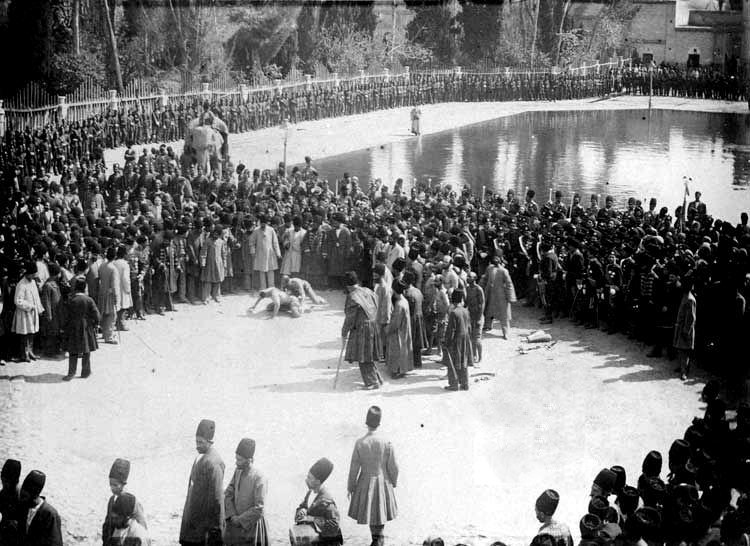
تماشای کشتی پهلوانی در دوره ناصرالدین شاه در میدان ارگ تهران

مجموعه تاریخی ارگ تهران ده هزارمین اثر ثبت شده در فهرست آثار تاریخی کشور است که حافظه نیرومندی از گذشته تاریخی تهران محسوب می‌شود. محدوده این محله در همپوشانی با بافت کنونی شهر تهران از شمال به میدان توپخانه (امام خمینی) و خیابان امام خمینی (خیابان سپه یا خیابان باغشاه یا خیابان مریضخانه)، از شرق به خیابان ناصر خسرو (یا خیابان ناصریه)، از غرب به خیابان خیام (یا خیابان جلیلی) و از جنوب به خیابان پانزده خرداد (خیابان بوذرجمهری یا جباخانه) محدود می‌شود. طول این محله از شمال به جنوب حدود ۹۰۰ متر و از غرب به شرق نزدیک ۵۰۰ متر است که وسعتی حدود ۴۵ هکتار را در بر می‌گیرد.
دارالفنون نخستین مدرسه علوم جدید، در این محل بنیاد نهاده شد و نخستین پارک عمومی تهران (پارک شهر) نیز در این محدوده ساخته شد. شمس‌العماره که زمانی بلندترین ساختمان تهران بود، در محله ارگ استوار شد و نخستین موزه عمومی تهران و نیز تکیه دولت مهم‌ترین بنای مذهبی شهر نیز در این محدوده بر پا شد.

## تاریخچه
افغان‌ها پس از تصرف تهران در سمت شمال این محوطه پلی ساختند که در مقابل آن دروازه‌ای احداث شد که آن را ارگ نامیدند. ارگ تهران و برخی از ساختمان‌های درون آن ساخته دوران صفوی و زندیه است. این ارگ در زمان آغامحمدخان تقریباً در شمال تهران آن زمان قرار داشت و یک طرف آن به حصار شهر و طرف دیگرش متصل به شهر بود اما در سال‌های بعد و با توسعه شهر تهران و ایجاد خیابان‌های جدید، ارگ در نقطه مرکزی تهران قرار گرفت.
ارگ، این محله قدیمی پایتخت، در گذشته‌ای نه چندان دور وسعت محدودی داشت. در حقیقت وسعت این محدوده از ابتدای شکل‌گیری، تا سال ۱۲۸۵ هجری قمری که میدان توپخانه جدید در اراضی شمالی تهران قدیم شکل گرفت، ثابت ماند و در این سال به واسطه ایجاد میدان توپخانه جدید و احداث خیابان شرقی _ غربی باغ شاه، اراضی محله ارگ در ضلع شمالی گسترش یافت و منطبق بر خیابان و میدان سپه (امام خمینی فعلی) شد. نخستین تغییراتی که به واسطه شهرنشینی و توسعه شهری در محدوده ارگ تهران آغاز شد به نیمه دوم قرن سیزدهم هجری قمری بازمی‌گردد. نخستین طرح سامان دهی بافت شهری تهران در این محدوده، با پر کردن خندق‌های اطراف آن و احداث خیابان‌های جدید آغاز شد و به تدریج سبک‌های جدید معماری در کاخ‌های اطراف ارگ رونق پیدا کرد، تغییر شکل یافت. پس از پر کردن خندق اطراف ارگ، محل خندق و خاکریز به خیابان‌های جدید (ناصریه و جلیل‌آباد و جبه خانه) اختصاص یافت اما محل برج و باروی ارگ در زمره اراضی سلطنتی محسوب می‌شده و شاه این بخش اراضی را به نزدیکان خود بخشید. بسیاری از مالکیت‌های خصوصی موجود در لبه‌های ارگ در کنار خیابان‌های ناصر خسرو، ۱۵ خرداد و خیام به واسطه فروش جای حصار ارگ از سوی خانواده سلطنتی است. در یکی از این مدارک آمده‌است: «در زمان سلطنت محمد علی شاه اراضی پشت دیوار ارگ سلطنتی برای آن که دیوار گلی آن، به منظره زیبایی تبدیل شود به معرض فروش گذارده شده که خریداران پس از ابتیاع، مغازه و دکاکین بسازند.» این اراضی که از در اندرون تا جنب در شمس‌العماره امتداد داشت، به خانم معزز السلطنه و ملکه جهان و امیربهادر فروخته شد و هر یک از خریداران مشغول ساخت ساختمان شدند. در این هنگام کسی به نام منشورالسلطنه، به عدلیه عرض حال داد که این اراضی را مظفرالدین شاه به او واگذار کرده و بخشیده‌است. آثار پا بر جا از مجموعه تاریخی ارگ تهران، عمارت رادیو، کاخ دادگستری، قسمت اصلی کاخ دارایی، سر در قورخانه، ساختمان دارالفنون، ساختمان کلانتری ارگ، بانک ملی شعبه بازار، مسجد ارگ و ساختمان سابق وزارت کشور است.

## مشخصات

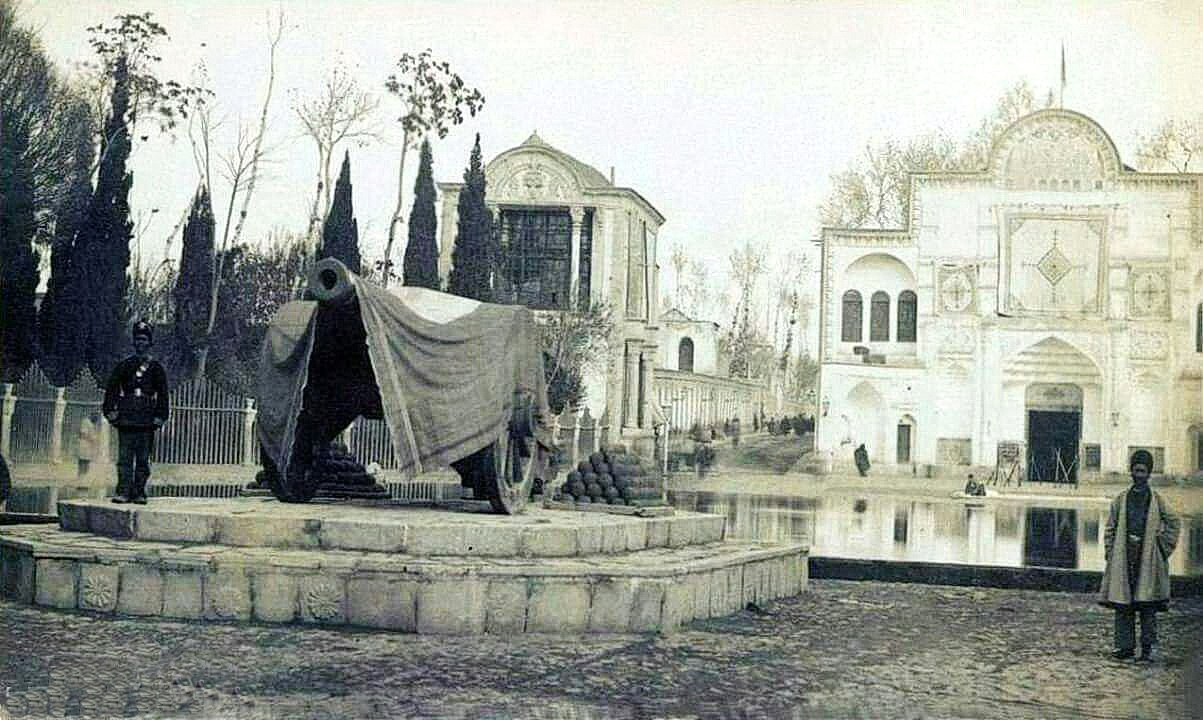
توپ مروارید در میدان ارگ تهران

پیش از این و در سال‌هایی نه چندان دور حدود ارگ تهران از شرق به محله عودلاجان، از جنوب به محله بازار و سنگلج، از غرب به محله سنگلج و از شمال به اراضی بیرون شهر محدود می‌شد. این محدوده هم‌اکنون حدود ۴۵ هکتار وسعت دارد.
ارگ تهران مهم‌ترین محله تهران قدیم محسوب می‌شد که مجموعه‌ای از دستگاه‌ها و ارگان‌های مهم دولتی را در خود جای داده بود. ارگ تهران نیز همانند سایر قلعه‌های شهری دارای تأسیسات دفاعی جداگانه‌ای بوده‌است، لبه‌های حصار و برج‌های اطراف ارگ تهران از معماری ویژه‌ای برخوردار بود و چنانچه از عکس‌های تاریخی بر می‌آید، لبه‌های حصار از خشت خام ساخته و کنگره‌دار بوده‌است. بخش‌هایی از نمای برج نیز با آجرهای نقش دار تزیین شده بود. احتمالاً این نوع آرایش سطوح را باید به تغییرات متعدد ارگ که عمدتاً در دوره ناصرالدین شاه و در چند مرحله صورت گرفت، نسبت داد. در فاصله حصار و خندق، خاکریزی قرار داشت که در محل برج‌ها به حداقل عرض خود می‌رسید. عرض این خاکریز از قطر دیوار بیشتر بود.
ارگ تهران به رغم اهمیت و موقعیت ویژه‌ای که داشته دارای راه‌های ارتباطی متعددی نبوده‌است. در ابتدا و تا پیش از پایتخت شدن شهر تهران راه‌های ورود و خروج به ارگ منحصر به دو دروازه بوده‌است. یکی از این دروازه‌ها در سمت شمالی ارگ قرار داشته که ارتباط ارگ را با خارج شهر برقرار می‌کرد و به دروازه دولت شهرت داشت. دروازه دیگری که در سمت جنوب ارگ قرار گرفته بود، از سوی مردم نقاره خانه خوانده می‌شد و این دو دروازه تنها راه‌های اصلی ورود و خروج از ارگ تهران محسوب می‌شدند. غیر از این دو راه ارتباطی اصلی، راه‌های ارتباطی فرعی دیگری که تاریخ شکل‌گیری آن‌ها را به دوران نزدیک تری باید نسبت داد، وجود داشتند که عامل ارتباط ارگ با عرصه‌های هم جوار آن بودند.
یکی از این راه‌ها در بخش شرقی ارگ در محل تقاطع فعلی خیابان ناصرخسرو و خیابان صور اسرافیل قرار داشت که این راه معبری باریک با دروازه‌ای کوچک بود که ارتباط شهر به ارگ را از طریق محله عودلاجان برقرار می‌کرد. سر در عمارت شمس‌العماره از داخل خیابان ناصریه (۱۳۰۵ ه‍.ق) را باید ظاهراً چهارمین راه ارتباطی با عرصه‌های پیرامون تصور کرد. این راه ارتباطی، رابطه مجموعه کاخ‌های سلطنتی و بافت مسکونی جنوب ارگ و تکیه دولت از داخل ارگ را با محله موسوم به حیاط شاهی و با بازار مروی و بازار کنار خندق در خارج از ارگ برقرار می‌کرد.
علاوه بر این چهار راه که راه‌های نفوذ ارگ به اطراف بود، به نظر می‌رسد راه‌های دیگری نیز به تدریج بر این تعداد افزوده شده باشد. وجود راهی به بیرون در قسمت جنوبی ارگ در انتهای کوچه تکیه دولت و راه دیگری در سمت غرب در انتهای خیابان در اندرون تا پیش از دهه ۱۲۸۰ ه‍.ق نیز احتمال دارد اما آنچه از نقشه‌ها مشخص است این راه‌ها نیز ارتباط ارگ را با عرصه پیرامون در این زمان (۱۳۰۹ ه‍.ق) برقرار می‌کرده‌اند.